# Università libera di Polonia

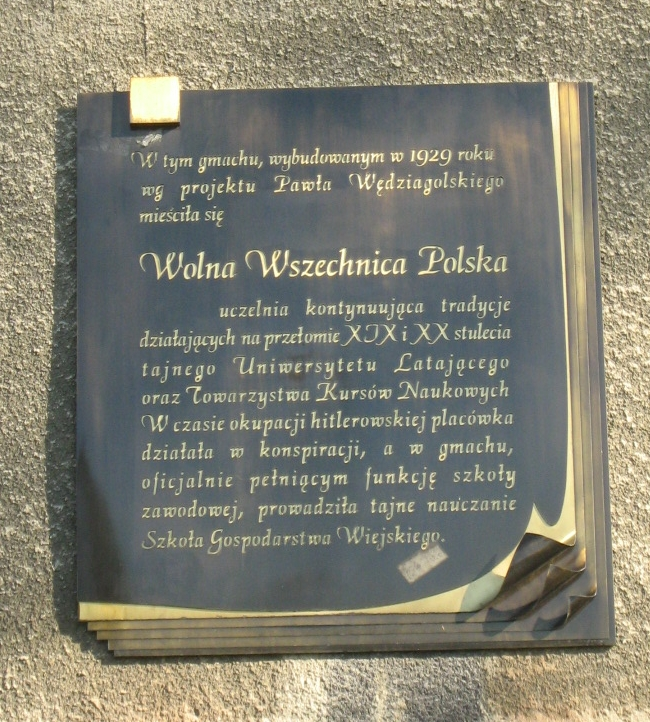
Targa commemorativa sull'edificio in via Banach

L'Università libera di Polonia (in polacco Wolna Wszechnica Polska), fondata nel 1918 a Varsavia, fu una scuola privata di alta formazione con differenti dipartimenti: matematica e scienze naturali, umanistiche, scienze politiche e pedagogia sociale.
Dal 1929, i suoi titoli erano equivalenti a quelli di una università.
Negli anni 1919-1939 l'istituzione impiega 70-80 professori. Nell'anno accademico 1938-1939 ha istruito circa 3000 studenti. L'università ha condotto corsi clandestini durante l'occupazione nazista, ma dopo la guerra, le sue attività non sono state più riprese.
L'università è stata sciolta nel 1952.

## Origine
Si ispira all'Università volante (in polacco Uniwersytet Latający, meno spesso tradotta come "Università Mobile"), che è stata una università fuorilegge in Polonia, che permetteva di studiare nonostante le repressioni russe seguenti alla rivolta polacca (1863-1865). Essa è rimasta attiva dal 1885 al 1905 e nuovamente dal 1977 al 1981.
Intorno al 1905–1906 l'Università volante polacca è stata autorizzata ad avviare attività legali, ed è stata trasformata in Società di corsi di scienze (Towarzystwo Kursów Naukowych), come una divisione polacca, anticipando la prossima guerra, ed ha cercato di convincere i polacchi ad aderire alla loro causa. Intorno al 1918–1919, dopo che la Polonia ha riacquistato l'indipendenza (come Seconda Repubblica di Polonia), dal ramo della Università volante con sede a Łódź (fondato nel 1927), l'Associazione è stata trasformata in una Università privata, l'Università libera di Polonia (Wolna Wszechnica Polska).